# Zasada humanitaryzmu
Zasada humanitaryzmu – jedna z naczelnych zasad prawa karnego i prawa karnego wykonawczego. Wyrażona jest w art. 3 Kodeksu karnego, art. 4 Kodeksu karnego wykonawczego i art. 12 § 1 Kodeksu karnego skarbowego. Oparcie znajduje także w Konstytucji RP (art. 40) i aktach międzynarodowych (art. 3 Europejskiej Konwencji Praw Człowieka i Podstawowych Wolności i art. 7 Międzynarodowego Paktu Praw Obywatelskich i Politycznych.
Zgodnie z tą zasadą kary oraz inne środki przewidziane prawem karnym powinny być stosowane z uwzględnieniem zasad humanitaryzmu, a w szczególności z poszanowaniem godności człowieka. W humanitarny sposób należy także wykonywać orzeczone kary, środki karne i środki zabezpieczające. W szczególności zakazane jest stosowanie tortur oraz innego nieludzkiego lub poniżającego traktowania i karania, zaś sama kara ma wyrządzać tylko taką dolegliwość, jaka jest konieczna dla zapewnienia osiągnięcia celów kary.